# Шугом, Лев Исаевич
Лев Исаевич Шугом (8 марта 1946 — 28 апреля 2017) — музыкальный педагог, профессор, ректор Саратовской консерватории (2008—2016), пианист. Заслуженный артист РСФСР (1989). Народный артист Российской Федерации (2004).

## Биография
Родился в Саратове в семье участника Великой Отечественной войны, майора Исая Иосифовича Шугома (1921—1979), артиллериста, кавалера ордена Красной Звезды (1944). Проходил обучение в Саратовской государственной консерватории имени Л. В. Собинова по классу фортепиано у профессора С. С. Бендицкого, а также повышал квалификацию и прошёл обучение в ассистентуре при Государственном музыкально-педагогическом институте имени Гнесиных в Москве, обучался в классе А. Л. Иохелеса. Стажировался и повышал квалификацию в Московской консерватории имени П. И. Чайковского.
Лев Шугом всю свою трудовую деятельность посвятил одному учреждению — Саратовской консерватории. На протяжении пятидесяти лет — с 1967 по 2017 годы он преподавал, изучал музыку и даже руководил коллективом высшего учебного заведения.
С 1987 по 1991 годы работал заведующим кафедрой специального фортепиано.
С 1992 по 1997 годы ему было доверено возглавить при Саратовской консерватории фортепианный отдел Академии для одаренных детей. В 1982 году ему присвоили звание доцента, а в 1989 году он стал «Заслуженным артистом РСФСР», с 1995 года — профессор. В 2006 году в соответствии с Указом Президента Российской Федерации был удостоен звания «Народный артист Российской Федерации».
Шугом был талантливый музыкант, самобытный пианист, который выступал в многочисленных городах России и в странах ближнего и дальнего зарубежья. Лев Исаевич играл свои партии под руководством великих отечественных и зарубежных дирижеров.
Участвовал, как член жюри, в многочисленных региональных, всероссийских и международных фестивалях и конкурсах. Входил в состав жюри таких конкурсов как Международный конкурс пианистов имени В. С. Горовица в Киеве, Всероссийский конкурс пианистов имени С. С. Бендицкого в Саратове, Всероссийский конкурс пианистов имени В. И. Сафонова в Пятигорске, Международный конкурс пианистов имени Ф. Шопена в Москве и других.
С 2008 по 2016 годы Шугом был ректором Саратовской государственной консерватории имени Л. В. Собинова. Ярчайшим событием стало празднование 100-летия консерватории в Саратове. В этот 2012 год открыла свои двери Детская музыкальная школа для одарённых детей при Саратовской консерватории. В дальнейшем названная именем Льва Шугома. С 2014 года и до конца своей жизни профессор консультировал учащихся и преподавателей детской школы, старался присутствовать на всех экзаменах и прослушиваниях, не пропускал академические концерты.
Проживал в Саратове. Умер 28 апреля 2017 года.

## Награды и звания
- 1989 — Заслуженный артист РСФСР;
- 2004 — Народный артист Российской Федерации[9];
- 2011 — Орден «Почёт и слава» героя энциклопедии «Лучшие люди России»;
- 2012 — Орден «За вклад в науку» 1 степени в области культуры и искусства;
- 2014 — Памятная медаль и Грамота Президента России В. В. Путина;
- 2016 — Нагрудный знак Министерства культуры Российской Федерации «За вклад в российскую культуру».